# Qingyin-Garten

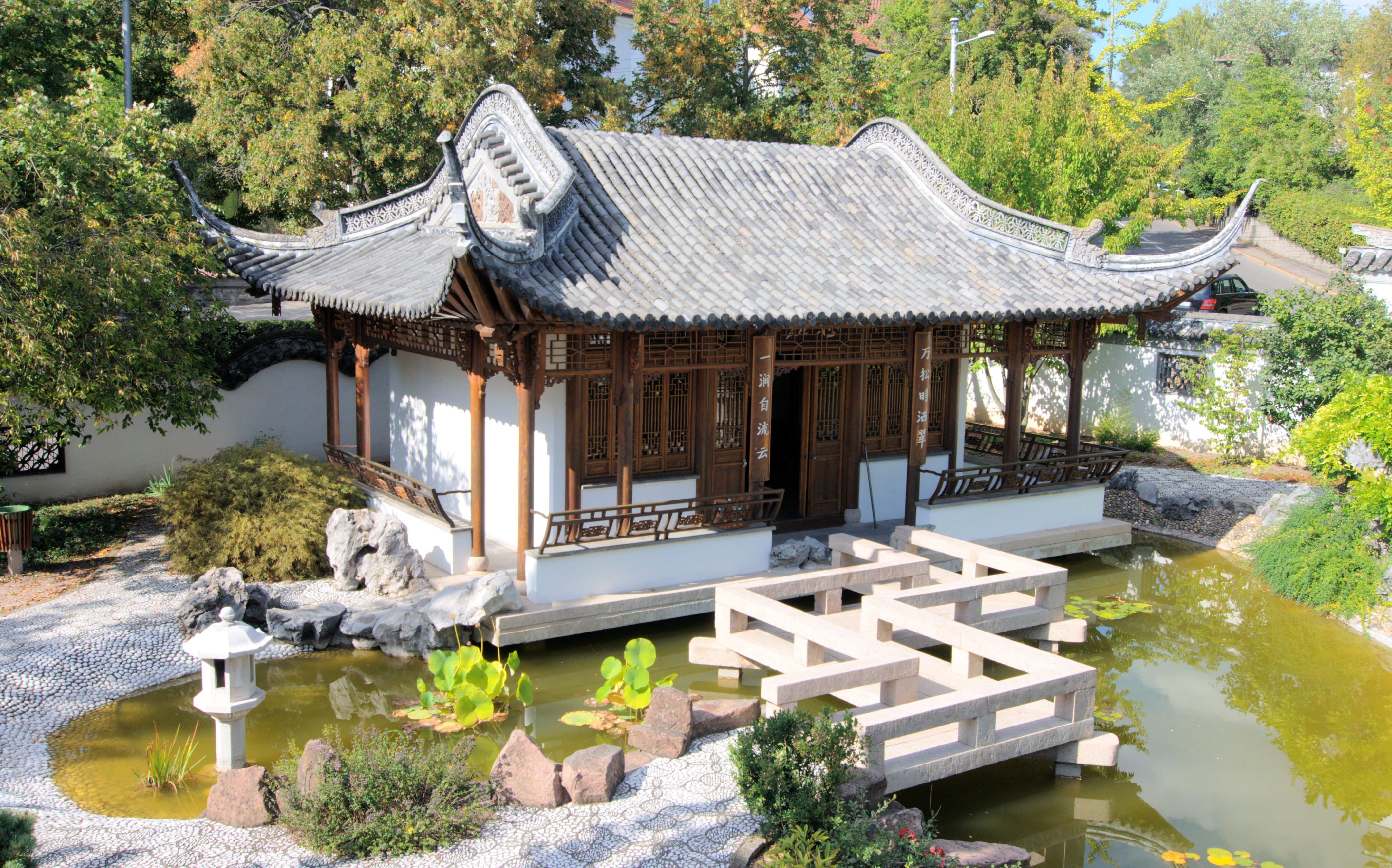
Qingyin-Garten

Der Qingyin-Garten (Garten der schönen Melodie) ist ein chinesischer Garten in Stuttgart.

## Lage
Der Garten liegt in Halbhöhenlage am nördlichen Rand des Stuttgarter Talkessels (Kriegsberg) und bietet Ausblick über die Innenstadt.

## Geschichte
Bei der Internationalen Gartenbauausstellung 1993 wurden im Rosensteinpark eine Reihe von Nationengärten errichtet. Einer davon war der Qingyin-Garten, ein Geschenk der chinesischen Provinz Jiangsu an das Land Baden-Württemberg. Nach der Gartenschau konnten diese Gärten nicht im Rosensteinpark verbleiben. Für den beliebten Qingyin-Garten gründete sich ein Trägerverein, der den Garten mit der Unterstützung von Firmen 1996 am jetzigen Standort neu errichtete.
Zehn Jahre später übertrug der Trägerverein den Garten an den Verschönerungsverein Stuttgart. Dieser bekam von der Stadt ein Erbbaurecht am Grundstück.

## Gestaltung

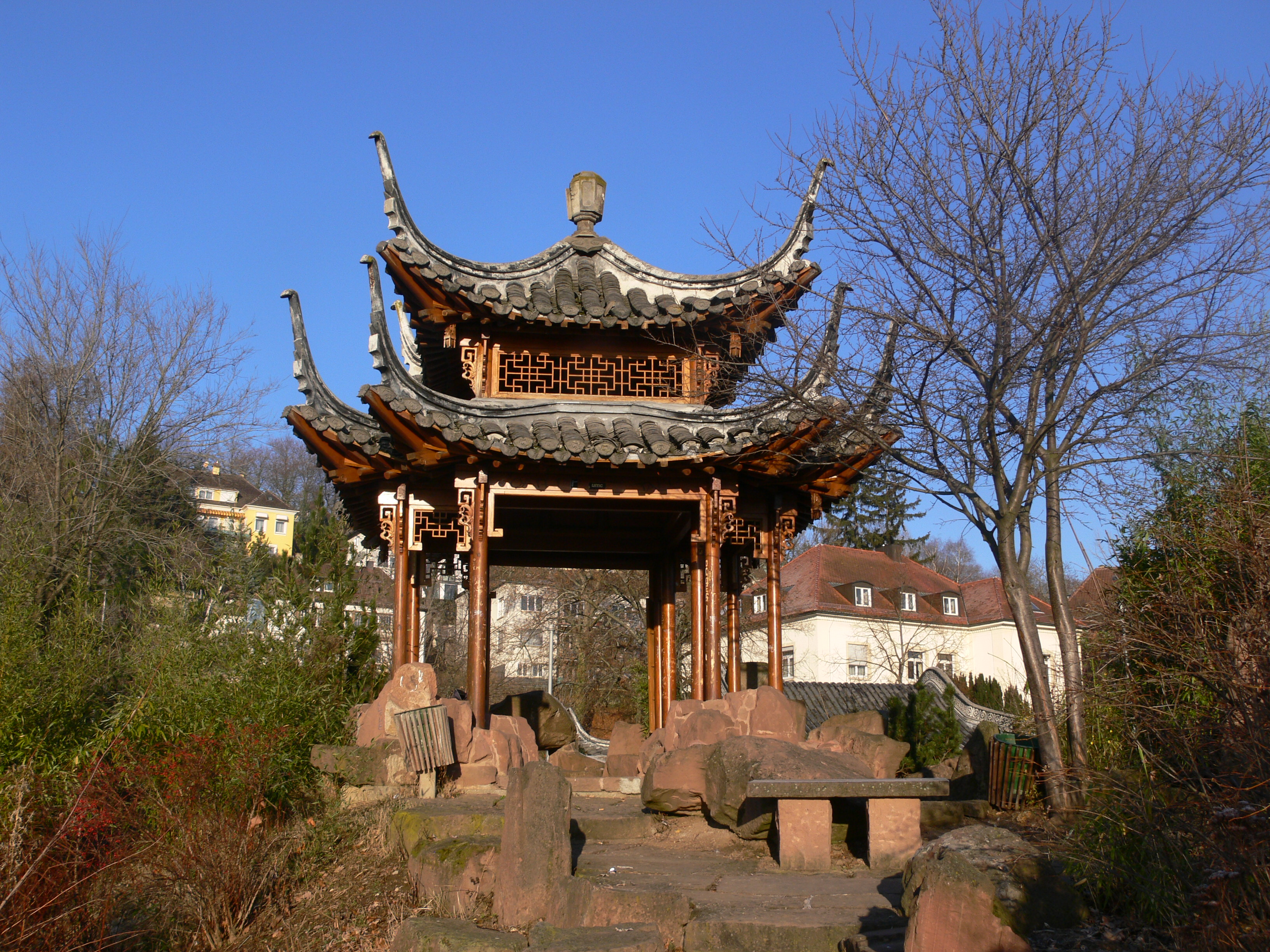
Pavillon

Die Anlage ist einem typischen südchinesischen Garten nachempfunden. Durch ein Torhaus gelangt man in das Innere des umfriedeten Gartens. Im Inneren befindet sich eine zierliche Halle mit Wänden aus rot lackiertem Holz und hochgezogenem Dach und auf einem kleinen Hügel ein quadratischer offener Pavillon im gleichen Stil. Ein Teich in der Mitte des Gartens wird von einem Bach gespeist, der über Felsstufen hinab geführt wird. Der Name des Gartens nimmt Bezug auf ein Gedicht von Zuo Si, dem Dichter der Westlichen Jin-Dynastie:

„Nicht nur Laute und Flöte
sondern auch Berge und Wasser
ergeben ein schöne Melodie“

Dieses Gedicht ist auf Tafeln an den Seiten des Pavillons und dem Stein in der Mitte aufgezeichnet.
Auch an anderen Orten im Garten sind Sprüche und Gedichte angebracht: handschriftliche Widmungen von Honoratioren der Provinz Jiangsu, vom Gartenarchitekten, und vom Direktor des Gartenbauunternehmens. Diese wurden auf Tafeln vergrößert und im Garten angebracht. Am Torhaus findet sich:

„Ein voller Mond hat keinen Preis
Berge und Wasser sind so freundlich“

An der Halle:

„Zehntausend Kiefern in der Jahreszeit immergrün
Ein schmaler Bach fällt in einen tiefen Teich“

Am Steinbogen hinter der Halle:

„Stehende Wolke“